# Maurice Perche
Pour les articles homonymes, voir Perche.
Maurice Marceau Perche, né le 15 octobre 1924 à La Ferté-Villeneuil (Eure-et-Loir) et mort le 19 mai 2017 à Houdan (Yvelines), est un homme politique français.

## Biographie
Issu d'une famille de cultivateur (son père était entrepreneur de battages), Maurice Perche participe d'assez loin aux actions de la résistance, mais suffisamment pour être arrêté et emprisonné en mai 1944. Instituteur en 1945, il adhère et milite au SNI, avant de se consacrer à partir de 1947 essentiellement à son activité politique au sein du Parti communiste.
Partisan des méthodes d'éducation nouvelle, mais sans excès, il est cependant en butte à l'hostilité de certains parents d'élèves au début de sa carrière.
Il restera cependant fidèle au métier d'instituteur, qu'il exerce jusqu'en 1969, avec une interruption de deux ans, pendant qu'il exerce son mandat parlementaire.
Secrétaire de la section communiste de Châteaudun en 1953, membre du bureau fédéral cette même année, il est désigné comme tête de liste PCF, et élu député, en 1956, juste avant de devenir secrétaire de la fédération communiste d'Eure-et-Loir.
Battu du fait du changement de mode de scrutin en 1958, il sera ensuite candidat à toutes les élections législatives jusqu'en 1973, sans parvenir à revenir à l'Assemblée nationale.
C'est essentiellement au sein de la structure du PCF qu'il s'investit : il est ainsi membre du comité central de 1959 à 1964. Pendant de nombreuses années, son action s'identifie avec celle de la revue mensuelle L'École et la Nation, qu'il dirige depuis 1956. Contrairement aux autres revues liées au parti qui elles aussi s'intéressent aux questions éducatives, comme La Pensée, L'École et la Nation est conçue comme devant toucher un large public : militants syndicaux de l'éducation, enseignants, mais aussi parents d'élèves, avec une rubrique qui leur est destinée.
Il représente aussi fréquemment le Parti communiste dans les réunions à l'initiative du CNAL, notamment après la promulgation de la Loi Debré.
Candidat tête de liste lors des municipales de 1977 à Châteaudun, il fait les frais du système de vote avec panachage qui met la liste d'union de la gauche en tête, mais ne lui permet pas d'être élu au conseil municipal.
Ce sera son dernier combat électoral.
Après la victoire de la gauche, en 1981, il devient chef de cabinet de Marcel Rigout, ministre communiste de la Formation professionnelle. 
Critique vis-à-vis de la ligne de la direction du parti, il est progressivement mis à l'écart des activités de celui-ci. Il est ainsi maintenu à la direction de L'École et la Nation, mais sans avoir la moindre prise sur son activité à partir de 1984, avant que la revue elle-même soit réduite à un simple encart dans La Révolution, à partir de 1989, puis disparaisse deux ans plus tard.
En 1991, il fait partie des signataires du manifeste des "refondateurs" du PCF, avant de quitter le parti l'année suivante.
Il n'a plus, par la suite, d'activité politique de premier plan.

## Détail des fonctions et des mandats
Mandat parlementaire
- 2 janvier 1956 - 8 décembre 1958 : député d'Eure-et-Loir